# 324925 Vivantdenon
324925 Vivantdenon è un asteroide della fascia principale. Scoperto nel 2007, presenta un'orbita caratterizzata da un semiasse maggiore pari a 2,1568280 UA e da un'eccentricità di 0,1941682, inclinata di 3,82723° rispetto all'eclittica.
L'asteroide è dedicato allo scrittore francese Vivant Denon.